# Papa'z Song
«Papa'z Song» — четвертий сингл американського репера Тупака Шакура з його другого студійного альбому Strictly 4 My N.I.G.G.A.Z. На трек існує відеокліп. Пісню записано з участю Мопрім Шакур, старшого зведеного брата Тупака, сина Мутулу Шакур.

## Список пісень
1. «Papa'z Song»
2. «Papa'z Song» (Da Bastard's Remix)
3. «Papa'z Song» (Vibe Tribe Remix)
4. «Peep Game» (з участю Deadly Threat)
5. «Cradle to the Grave»

## Чартові позиції
| Чарт (1994)                             | Найвища позиція |
| --------------------------------------- | --------------- |
| США (Billboard Hot 100)                 | 87              |
| США (Rap Songs) (Billboard)             | 24              |
| США (Hot R&B/Hip-Hop Songs) (Billboard) | 82              |